# Mal de dent
 Mise en garde médicale
Le mal de dent (ou mal de dents), également connu sous le nom de douleur dentaire, est une douleur dans les dents ou leurs structures de soutien, causée par des maladies dentaires ou une douleur renvoyée aux dents par des maladies non dentaires. Lorsque sévère, cela peut avoir une incidence sur le sommeil, l'alimentation et d'autres activités quotidiennes.
Les causes courantes incluent une inflammation de la pulpe dentaire, généralement liée à une  carie dentaire, à un traumatisme dentaire ou à d'autres facteurs comme une hypersensibilité dentinaire, une parodontite, un abcès dentaire, un syndrome algodysfonctionnel de l'appareil manducateur, une angine de Vincent ou encore une gingivite.